# Evangelische Kirche Bonfeld

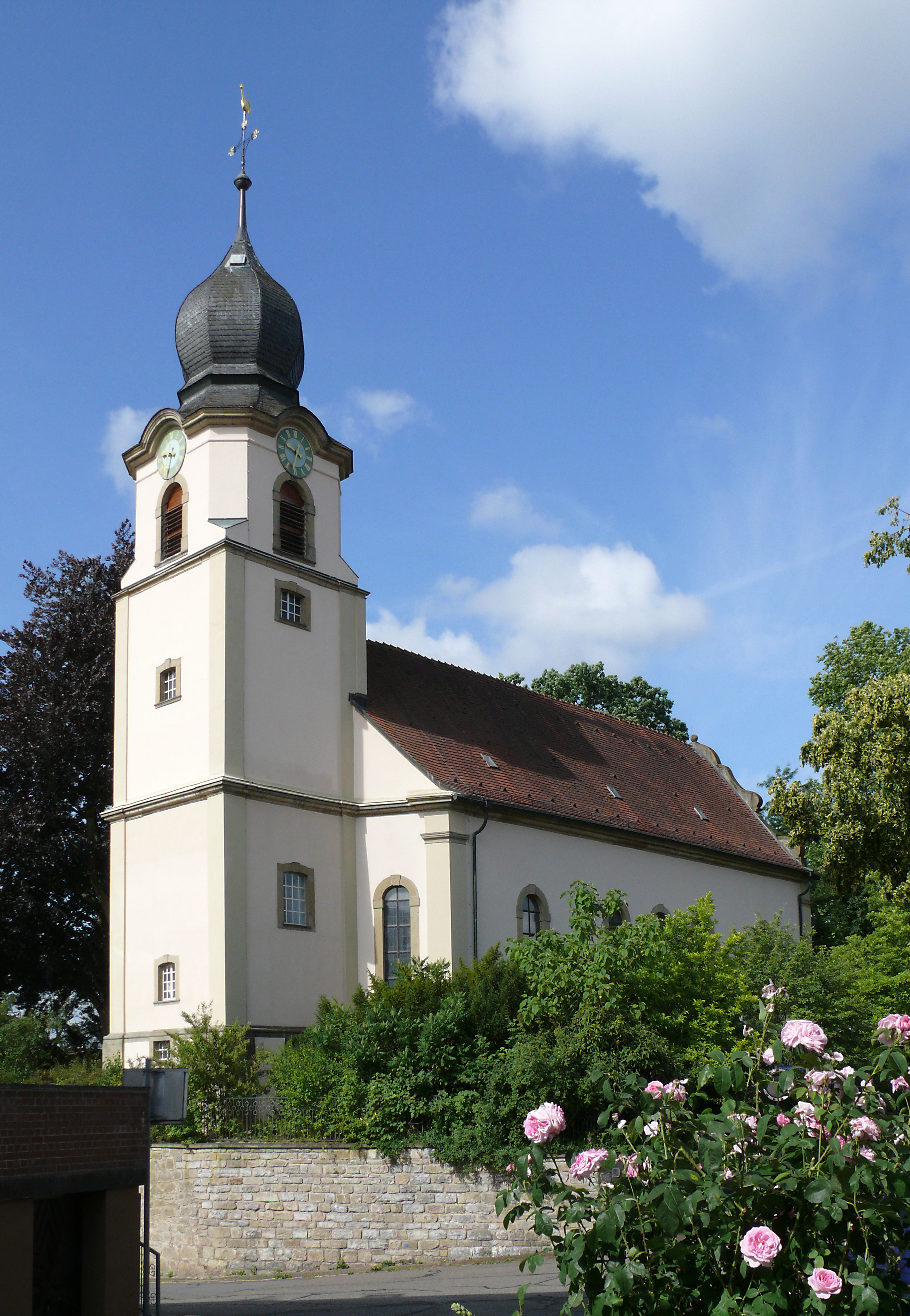
Die Evangelische Kirche in Bonfeld (Ansicht von Nordosten)

Die evangelische Kirche in Bonfeld (heute Ortsteil von Bad Rappenau) ist ein Kirchengebäude im Stil des späten Barock, das um 1775 anstelle eines im 15. Jahrhundert bestehenden Vorgängerbauwerks errichtet wurde. Die ursprüngliche Ausstattung der Kirche sowie Deckengemälde von 1907 wurden bei späteren Umbauten weitgehend zerstört.

## Geschichte

### Spätmittelalterliche Margarethenkirche
Die ältesten Hinweise auf eine Kirche in Bonfeld gehen bis auf das Jahr 1301 zurück. Ein auf dieses Jahr datierter Grabstein des mittelalterlichen Ortsherrn Friedrich von Bonfeld soll sich einst in der Kirche befunden haben. Die Ortsherrschaft hatte ihr Begräbnis in der Kirche. Die Kirche wurde 1413 erstmals erwähnt, sie war damals der Hl. Margarethe geweiht. Die Pfarrei wurde 1430 an das Stift Wimpfen verkauft. 1496 war die Kirche Mutterkirche von Kapellen in den Nachbarorten Fürfeld und Treschklingen. Schon Ende des 15. Jahrhunderts ging der Einfluss des Wimpfener Stifts zurück, insbesondere aufgrund langwieriger Streitigkeiten über die Baulasten an dem Kirchengebäude. Bonfeld war unterdessen 1476 durch Kauf an die Herren von Gemmingen gekommen und wurde, gemeinsam mit weiteren Orten, unter Dietrich von Gemmingen († 1526) in der ersten Hälfte des 16. Jahrhunderts reformiert. Der erste evangelische Pfarrer in Bonfeld amtierte vor 1532. Mit einem Vertrag vom 25. August 1569 ging das Patronatsrecht auch förmlich vom Stift Wimpfen auf die Grundherren über.
Die alte Margarethenkirche hatte unter den Kriegen und Notzeiten des 17. Jahrhunderts zu leiden. Sie diente durchziehenden katholischen und evangelischen Truppen zur Messe, 1693 wurde die Glocke von durchziehenden Franzosen mitgenommen. Im selben Jahr wurde die Kirche außerdem durch einen Sturm stark beschädigt. Das Dach wurde in der ersten Hälfte des 18. Jahrhunderts mehrfach repariert, 1756 dann vollends entfernt und mit Brettern vernagelt. 1770 drohte das Gebäude einzustürzen, so dass von Baumeister Romlinger aus Grombach der Abbruch und ein anschließender Neubau angeraten wurden.
Etwa um die Zeit des Neubaus wurde gegen Ende des 18. Jahrhunderts auch ein neuer Friedhof in Bonfeld angelegt, wodurch die Begräbnisse der Ortsherren in der Kirche endeten. Bei späteren Renovierungen wurden Überreste von Gräbern im Kirchenboden gefunden. In den Kirchenbüchern haben sich die Namen einiger in der alten Kirche bestatteter Adliger erhalten, darunter Philipp von Gemmingen († 1571), dessen Gemahlin Katharina von Gemmingen-Michelfeld († 1583), deren Sohn Weirich von Gemmingen († 1574), außerdem Dietrich von Gemmingen († 1686), Helene Margarethe von Gemmingen geb. Capler von Oedheim gen. Bautz († 1708) und Anna Sibylla von Gemmingen geb. Greckin von und zu Kochendorf († 1771). Letztgenannte war die letzte in der alten Kirche bestattete Adlige. Spätere Angehörige der Ortsherrschaft wurden dann auf dem zeitgleich mit dem Kirchenneubau entstandenen Bonfelder Friedhof bestattet.

### Barockkirche des 18. Jahrhunderts

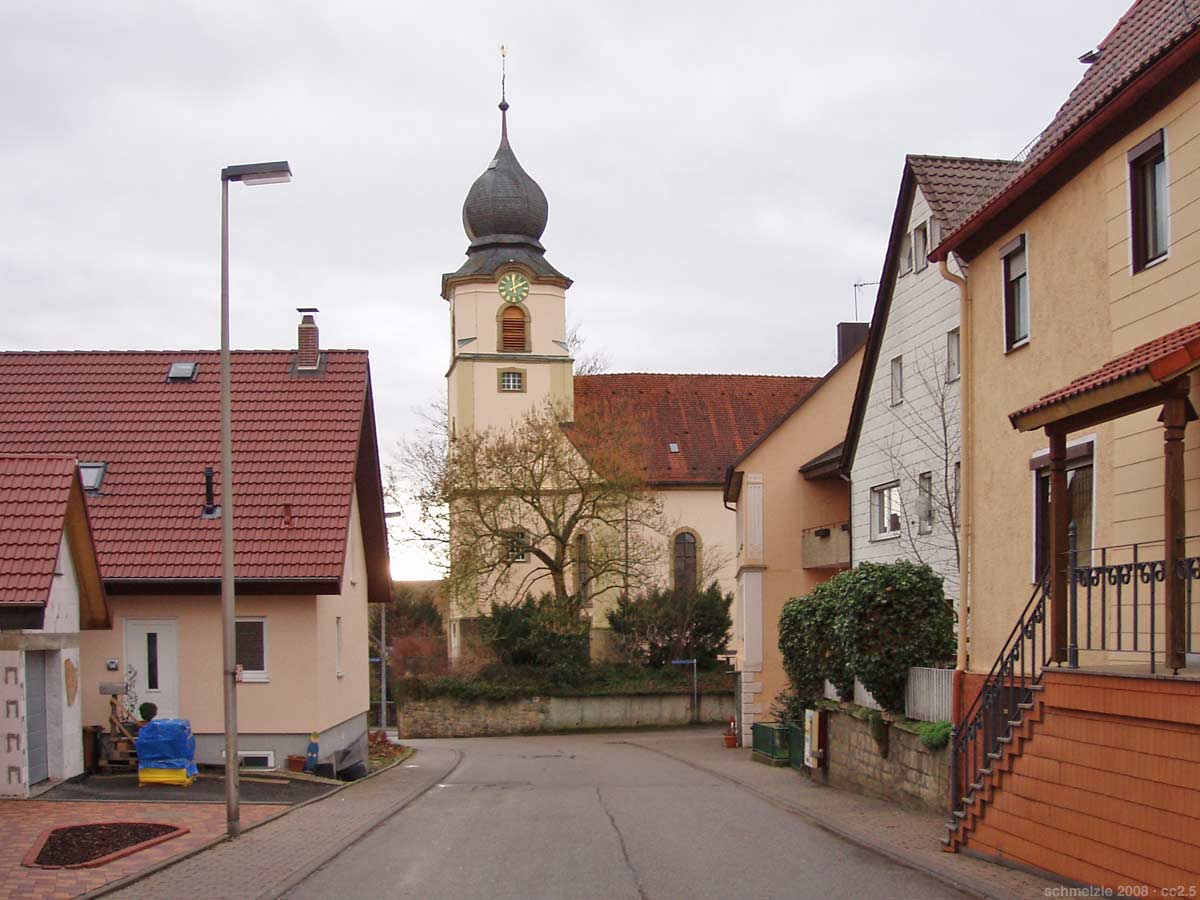
Blick durch die Kirchhausener Straße zur Kirche

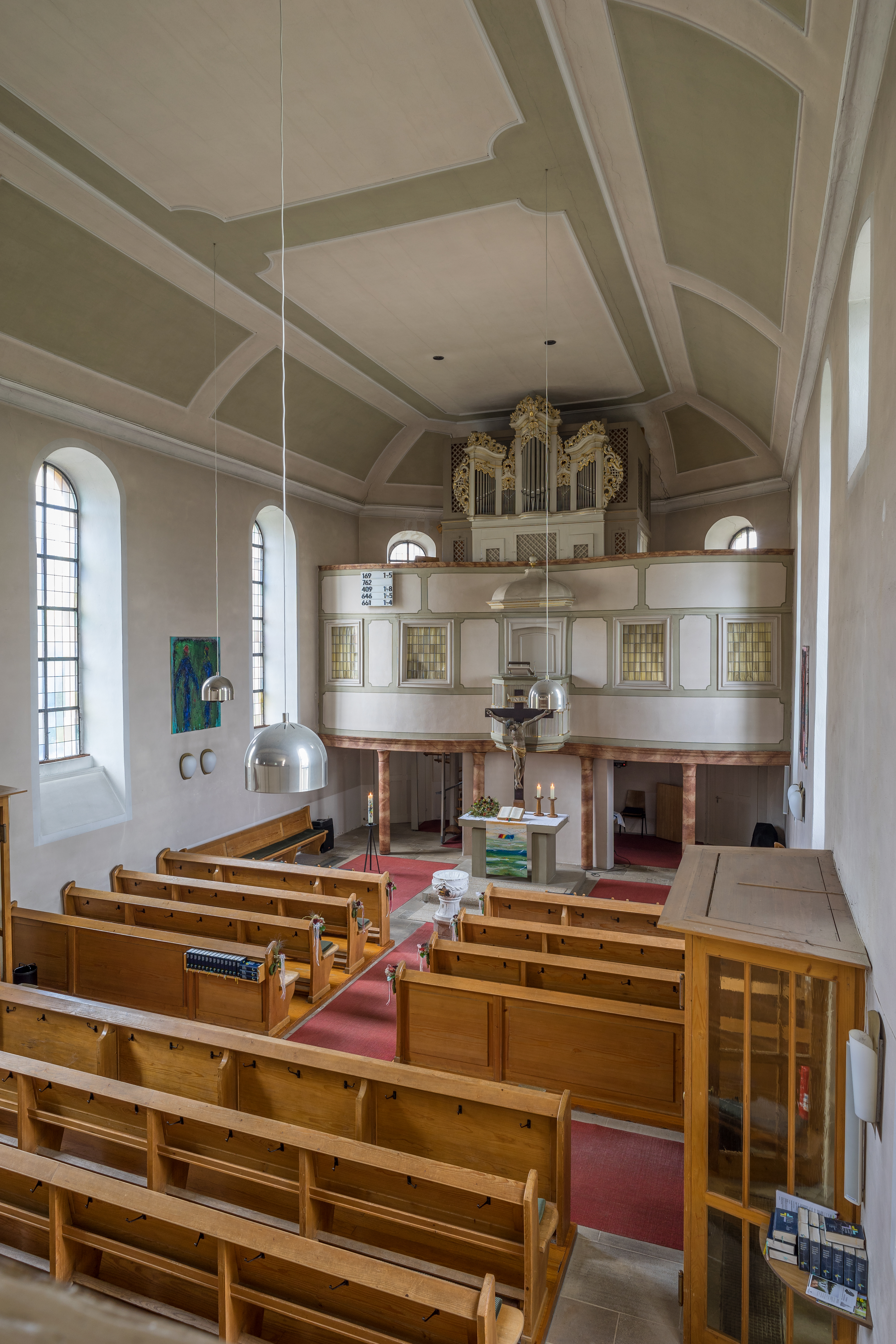
Das Kircheninnere mit Blick zu Altar und Orgel

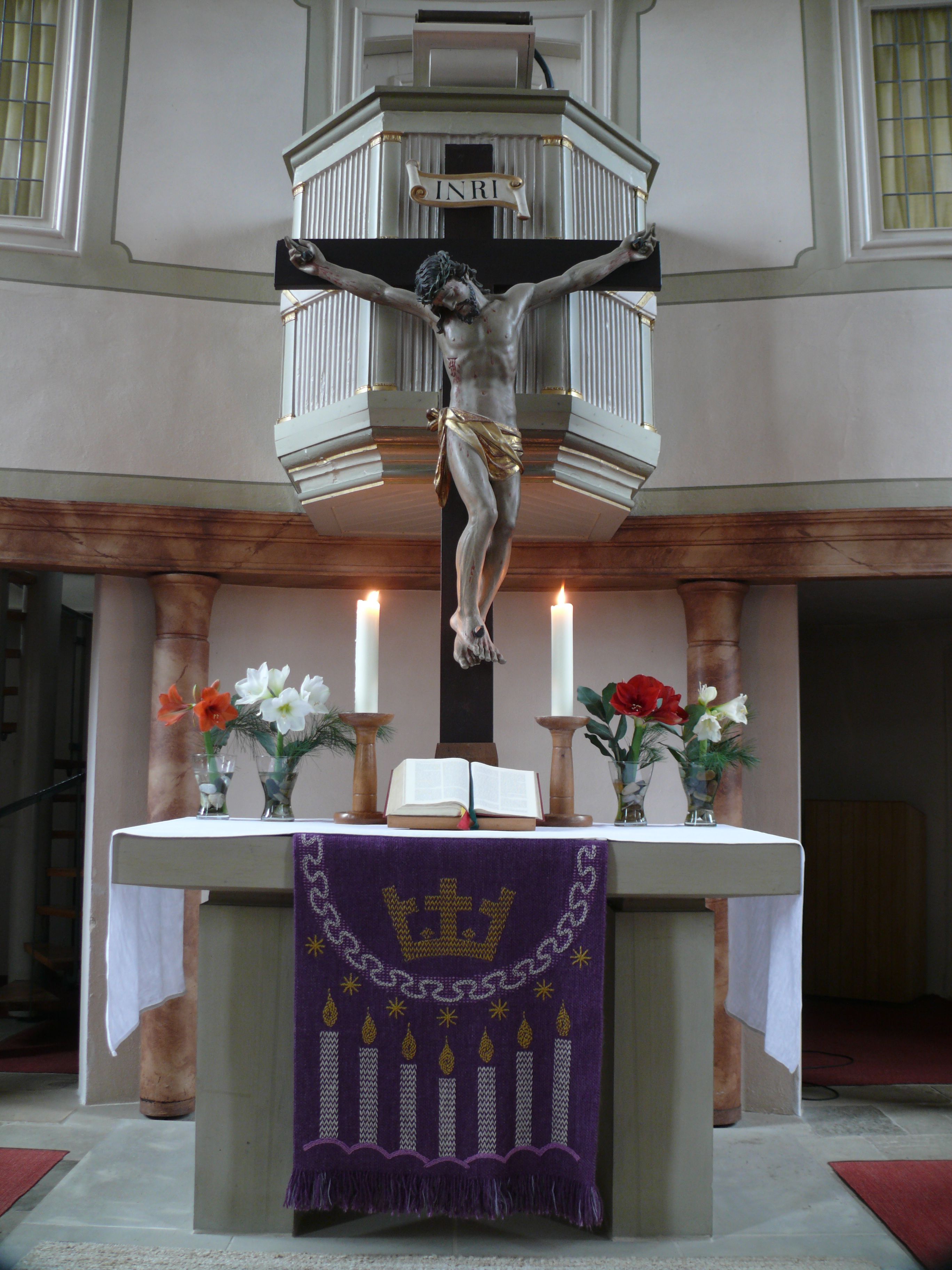
Detail: Altar, Kruzifix und Kanzel

1772 wurde der Turm der Kirche abgerissen und im Folgejahr erneuert, wobei im Glockenstuhl des knapp 30 Meter hohen Turms drei neue Glocken aufgehängt wurden. Anschließend wurde das mit dem Chor nach Osten ausgerichtete Langhaus der Kirche neu gebaut. 1775 dauerten die Arbeiten noch an. Die neue Kirche, die 1748 bis 1787 entstandenen beiden Schlösser und das Pfarrhaus von 1758 bildeten damit zur Blütezeit Bonfelds im späten 18. Jahrhundert ein beeindruckendes Ensemble auf der Höhe des damaligen Baugeschmacks.
Das Langhaus hat drei Portale: das Hauptportal mit schmuckvollem Gemminger Wappen im Westen und die Seitenportale nach Süden und Norden, wobei das Südportal die Jahreszahl der Grundsteinlegung 1774 zeigt. Die neue Predigtkirche, die aufgrund des reformatorischen Glaubens der Patronatsherren nun keiner Heiligen mehr, sondern „dem dreieinigen höchsten Gott geweiht“ („Deo T. O. M. Sacrum“) war, erhielt axial über dem Taufstein-Altar-Bereich eine schmuckvolle barocke zweistöckige Empore für die Kanzel im ersten Stock und darüber für die noch aus dem Vorgängerbau stammende Orgel, die einen neuen barocken Prospekt erhielt. An die erste Empore mit Kanzel schlossen sich nördlich und südlich an den Längswänden Logen für die Ortsherren an; links für die Linie des oberen Schlosses, rechts für die des unteren Schlosses. Die ebenfalls zweistöckige Empore auf der Westseite der Kirche war für die Gottesdienstbesucher gedacht: Männer saßen auf der ersten Empore und Kinder auf der zweiten, während Frauen ihre Plätze auf der Eingangsebene hatten. 1867 erhielt die Kirche einen gusseisernen Ofen, 1873 stiftete Maria Magdalena von Gemmingen den heute noch erhaltenen Taufstein.
1907 malte der Kunstmaler Theodor Kronenberger auf Anregung des Pfarrers Julius Kauffmann die Kirche mit Deckengemälden nach biblischen Motiven aus: das Mittelfeld der Deckenfläche zeigte eine Szene der Bergpredigt, in den Seitenfelder waren die Taufe Jesu sowie das Abendmahl dargestellt. In den Hohlkehlen waren Evangelisten und Tiersymbole zu sehen. 1925 wurde zum 150-jährigen Jubiläum des Kirchenbaus die alte Orgel unter Beibehaltung des barocken Orgelprospekts gegen eine gebrauchte Orgel aus der Anstalt Lichtenstern ausgetauscht.

### Renovierungen des 20. Jahrhunderts
Eine 1957/58 erfolgte Renovierung entsprach zwar dem damaligen schlichten Stil der Zeit, gilt heute jedoch als großer Fehler, da dabei die Deckengemälde von 1907 entfernt und ein Großteil der barocken Ausstattung, insbesondere die Seitenlogen der Orgelempore unwiederbringlich zerstört wurden. Lediglich der Mittelteil des Altarbereichs blieb erhalten.
Bei weiteren Renovierungen wurden 1965 abermals eine neue Orgel beschafft, 1967 die Kirchturmuhr erneuert sowie das ursprünglich einen Mittelgang bildende Gestühl im hinteren Teil durch durchgängige Bänke ersetzt. Der seit 1957/58 sehr schlichte Altarraum wurde 1974 mit der später wieder entfernten Serigraphie Kosmisches Layout von Jul Schönau (* 5. Februar 1933 in Bonfeld) und 1998 mit zwei farbintensiven modernen Ölgemälden des Bad Rappenauer Künstlers Holger Schlesinger (* 1959) versehen, um den Mangel an sonstigem Kirchenschmuck auszugleichen. Ein historisches Rednerpult, das die Renovierung von 1957/58 überstanden hatte, wurde kürzlich wiederaufgefunden und wird nun gelegentlich wieder verwendet.
Im Dachstuhl der Kirche fanden in den vergangenen Jahren Sicherungsmaßnahmen statt. Seit 2002 werden mehrere Risse, die sich an den Wänden des Langhauses zeigen, baulich überwacht. Das bedrohliche Fortschreiten dieser Risse deutet auf weiteren Sanierungsbedarf hin. Der Kirchturm wurde im Frühjahr 2007 von außen renoviert.

## Glocken

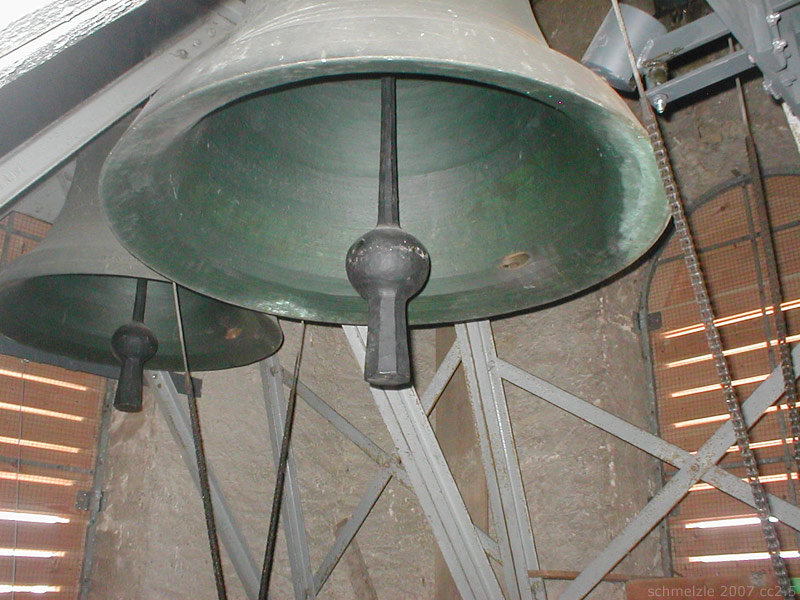
Blick in den Glockenstuhl

Die älteste bekannte Glocke in Bonfeld ist die 1693 von Franzosen geraubte Bronzeglocke, die ein Gewicht von etwa 200 kg hatte. Im Folgejahr goss Veit Conrad Thor in Heilbronn eine 94 kg schwere Ersatzglocke aus Bronze. Bei der Erneuerung der Kirche 1773 wurden drei neue Glocken beschafft. Zwei der Glocken wurden durch die Grundherrschaft, die dritte durch die Gemeinde finanziert. Gegossen wurden die Glocken bei Samuel Mezger in Heilbronn. 1817 wurde bei C. G. Neubert in Ludwigsburg eine Glocke für Bonfeld gegossen, bei der es sich vermutlich um den Umguss einer der drei Mezger-Glocken von 1773 handelte.
Im Ersten Weltkrieg mussten die beiden kleineren Glocken zu Rüstungszwecken abgeliefert werden. Es verblieb die größte Mezger-Glocke mit dem Schlagton as‘, einem Durchmesser von 90 cm und einem Gewicht von 420 kg. Die Bronzeglocke trägt die Inschrift BONFELDER GEMEIND GLOCKEN 1773 SOLI DEO GLORIA ME FECIT SAMUEL MEZGER HEILBRONNENSIS. Die Glocke ist mit einem knienden Mann, dem Wappen der Freiherren von Gemmingen und einem Schmuckfries verziert. 1920 wurden zwei neue Bronzeglocken bei der Glockengießerei Bachert in Kochendorf gegossen. Die größere hatte den Schlagton h‘, einen Durchmesser von 77 cm und ein Gewicht von 280 kg. Sie trug die Inschrift JESUS CHRISTUS GESTERN UND HEUTE UND DERSELBE AUCH IN EWIGKEIT. IN IHM IST FRIEDEN, IN IHM IST FREUD, ER UNSER TROST IN EWIGKEIT. DEN HEIMGEGANGENEN ZUM GEDÄCHTNIS IN SCHWERER ZEIT 1914–1919. Die kleinere Glocke von 1920 hatte den Schlagton cis‘‘, einen Durchmesser von 59 cm und ein Gewicht von 126 kg. Ihre Inschrift lautete ZUFLUCHT IST BEI DEM ALTEN GOTT UND UNTER DEN EWIGEN ARMEN MOSE 33,27 DEN KOMMENDEN ZUM VERMÄCHTNIS AUS GROSSER ZEIT 1914–1919.
Im Zweiten Weltkrieg mussten die beiden größten der drei Glocken abgegeben werden. 1949 hat man daraufhin zwei Glocken bei Bachert in Heilbronn gießen lassen. Die größere der beiden war die Totenglocke mit dem Schlagton f(is)‘ und einem Gewicht von 1000 kg, die kleinere ist die Taufglocke mit dem Schlagton h‘, einem Durchmesser von 81,5 cm und einem Gewicht von 295 kg. Sie trägt die Inschrift WER DA GLAUBT UND GETAUFT WIRD DER WIRD SELIG WERDEN. IHR SCHUFET MICH IN SCHWERER ZEIT, ICH RUFE EUCH ZUR EWIGKEIT. EIN OPFER DER GEMEINDE BONFELD IM NACHKRIEGSJAHR 1949.
Überraschend kehrte in der Nachkriegszeit auch die Mezger-Glocke von 1773 nach Bonfeld zurück. Die Gemeinde hat sie 1953 an die Kirche St. Agapitus in Friolzheim verkauft. Gleichzeitig war man mit dem bestehenden Geläut nicht zufrieden, so dass man durch Neu- und Umguss zwei neue große Bronzeglocken schuf, die heute mit der Taufglocke von 1949 das Geläut der Kirche bilden. Die größte Glocke wurde 1953 bei Bachert in Heilbronn gegossen, hat den Schlagton fis‘, einen Durchmesser von 107,5 cm und ein Gewicht von 704 kg. Sie trägt die Inschrift JESUS CHRISTUS GESTERN UND HEUTE UND DERSELBE AUCH IN EWIGKEIT. DEN HEIMGEGANGENEN ZUM GEDÄCHTNIS, DEN KOMMENDEN ZUM VERMÄCHTNIS. DIE GEMEINDE BONFELD ANNO DOMINI 1953. Die mittlere Glocke wurde 1952 ebenfalls bei Bachert in Heilbronn gegossen, hat den Schlagton a‘, einen Durchmesser von 94,5 cm und ein Gewicht von 492 kg. Ihre Inschrift lautet: FRIEDE SEI MIT ALLEN DIE IN CHRISTO JESU SIND. DIE GEMEINDE BONFELD DEM GEDÄCHTNIS IHRER 1939–45 GEFALLENEN UND VERMISSTEN. 1952 A. B.